# Le Don paisible (film, 1930)
Pour l’article homonyme, voir Le Don paisible.
Pour plus de détails, voir Fiche technique et Distribution.
Le Don paisible (Тихий Дон, Tikhiy Don) est un film soviétique réalisé par Ivan Pravov et Olga Preobrajenskaïa, sorti en 1930,.

## Fiche technique
- Photographie : Dmitri Feldman
- Décors : Dmitriï Kolupaiev